# Michael Joseph Keyes
Michael Joseph Keyes SM (* 28. Februar 1876 in Dingle, County Kerry, Irland; † 31. Juli 1959) war ein irisch-amerikanischer Geistlicher und römisch-katholischer Bischof von Savannah.

## Leben
Michael Joseph Keyes trat der Gemeinschaft der Maristenpatres bei und empfing am 21. Juni 1907 das Sakrament der Priesterweihe.
Papst Pius XI. ernannte ihn am 27. Juni 1922 zum Bischof von Savannah. Die Bischofsweihe spendete ihm der Erzbischof von Baltimore, Michael Joseph Curley, am 18. Oktober desselben Jahres; Mitkonsekratoren waren der Bischof von Richmond, Denis Joseph O’Connell, und der Bischof von Saint Augustine, Patrick Joseph Barry. Als Wahlspruch wählte er Ave Maris Stella (Sei gegrüßt, Meeresstern) aus einem Hymnus von Venantius Fortunatus.
Keyes förderte das Engagement der Laien und unterstützte die Arbeit der Catholic Laymen’s Association of Georgia. Seine konservative Finanzpolitik stabilisierte er den Haushalt des Bistums und hinterließ seinem Nachfolger eine bedeutende Finanzreserve.
Wegen seiner angegriffenen Gesundheit nahm Papst Pius XI. am 23. September 1935 seinen vorzeitigen Rücktritt an und ernannte ihn zum Titularbischof von Areopolis. Gleichzeitig wurde er zum Päpstlichen Thronassistenten ernannt.
Nachdem sich seine Gesundheit stabilisiert hatte, lehrte er Moraltheologie am Maristencollege in Washington, D.C.